# Qukou
Qukou (kinesiska: 渠口) är en köping i sydvästra Kina. Den ligger i stadsdistriktet Kaizhou i storstadsområdet Chongqing, omkring 250 kilometer nordost om det centrala stadsdistriktet Yuzhong. Antalet invånare är 14 437. Befolkningen består av 7 105 kvinnor och 7 332 män. Barn under 15 år utgör 22,0 %, vuxna 15-64 år 61 %, och äldre över 65 år 15,0 %.